# مير حسن بك الأول
مير حسن بك الأول بن جولو بك بن بداغ بك بن ميرخان بك بن سليمان بك (توفي عام 1810) - أمير شيخان وجميع اليزيديين، حكم في القرن الثامن عشر الميلادي. حكم بعد أن خلع والي العمادية أسماعيل باشا حاكم الشيخان السابق مير خنجر بك في سنة 1206 هـ الموافقة لسنة 1792 م، واستمر ابناه علي وجاسم في حكم الشيخان.